# Patrick de Rousiers
Pour les articles homonymes, voir Rousiers (homonymie).
Patrick de Rousiers, né le 11 mai 1955 à Dijon, est un général d'armée aérienne français. De 2010 à 2012 il fut Inspecteur Général des Armées puis de novembre 2012 à l'automne 2015, Président du Comité militaire de l'Union européenne et conseiller militaire de la haute représentante de l'Union pour les affaires étrangères.

## Biographie
Après des études secondaires au Lycée Buffon puis à l'École alsacienne, il entre en classe préparatoire en 1973 au Collège Stanislas (Paris). En septembre 1975, il intègre l'École de l'air en tant qu'élève officier. 

Breveté pilote de chasse à Tours le 30 janvier 1979, il est affecté à l’Escadron de chasse 01.008 « Saintonge » à Cazaux où il effectue sa transformation opérationnelle sur le Dassault Mystère IV A.
En juin 1979, il rejoint la base aérienne de Strasbourg et l’Escadron de reconnaissance 1/33 Belfort où, sur Mirage III R, il acquiert ses qualifications professionnelles. En septembre 1983, il prend le commandement d’une escadrille à l’escadron de reconnaissance 02.033 « Savoie » qui est sur le point d’être transformé sur Mirage F1 CR.
À l'été 1986, il rejoint l’Escadron de chasse 2/4 La Fayette de Luxeuil qui est opérationnel sur Mirage IIIE/AN52. En août 1988, il prend le commandement de l’escadron et assure la transformation de l’unité sur Mirage 2000 N / ASMP.
D’août 1989 à juin 1990, il suit le cours d’état-major et de commandement des forces canadiennes à Toronto.
À l’issue, il rejoint la 33e escadre de reconnaissance stationnée sur la Base aérienne 124 Strasbourg-Entzheim comme chef des opérations et assure différents détachements avant d'en prendre le commandement.
En 1993, il est admis à l’École de Guerre (première promotion du Collège interarmées de défense CID) et est affecté à l'issue à la division « Plans » du bureau des plans généraux de l’état-major de l’armée de l’Air.

Le 2 septembre 1999, il se voit confier le commandement de la Base aérienne 133 Nancy-Ochey « commandant Henry Jeandet » où sont notamment stationnés les trois escadrons de Mirage 2000 D de l’armée de l’air.
En septembre 2002, il est promu général de brigade aérienne et affecté à l’état-major des armées (EMA) à Paris en tant qu’officier adjoint du major-général des armées et chef du Bureau études et stratégie militaire générale (BESMG). En septembre 2004 la division euratlantique de l’état-major des armées lui est confiée.
De juillet 2006 à juin 2008, il est nommé à la tête du commandement de la défense aérienne et des opérations aériennes à Taverny - Lyon – Balard. Le 1er août 2006 il est élevé aux rang et appellation de général de corps aérien.
En juin 2008 il est affecté à Bruxelles comme Représentant militaire de la France auprès du comité militaire de l’Union européenne. À partir de 2009, simultanément à ses fonctions , il assure la représentation militaire de la France auprès de l’OTAN jusqu’en août 2010.
Le 1er septembre 2010, il est nommé sur proposition du ministre de la défense et des anciens combattants, à l'Inspection générale des armées et élevé au rang et appellation de général d’armée aérienne. De septembre 2011 à novembre 2012 il est président de la Commission armées-jeunesse.
Le 6 novembre 2012 il succède au général suédois Håkan Syrén à la tête du Comité militaire de l'Union européenne à Bruxelles. C'est le Général Mikhail Kostarakos (Grèce) qui lui succède à l'automne 2015. Du printemps 2016 à fin avril 2017, il assume les fonctions de "Conseiller Spécial" de Madame Mogherini, dans le cadre de l'élaboration de la stratégie globale pour la politique étrangère et de sécurité de l'Union européenne. 
Il est grand officier de la Légion d'honneur, commandeur de l'ordre national du Mérite et titulaire de la Médaille de l'Aéronautique.